# Муррод
Муррод (Мирод) — жена Ардашира I и мать Шапура I.
Имя Муррод, жены Ардашира I и матери Шапура I, приводится в являющейся важнейшим источником по истории Ирана III века Накше-Рустамской надписи шахиншаха государства Сасанидов Шапура I. Она носит звание «госпожи Муррод, матери царя царей». Как предположила М. Брозиус, первая часть титула была, видимо, формой обращения, а вторая, перешедшая от Рутак, вероятно, означала, что их обладательницы занимали первостепенное положение среди женщин персидского царского двора.